# مارك باربر
مارك باربر (بالإنجليزية: Mark Barber)‏ هو لاعب كرة قدم أمريكية أمريكي، ولد في 9 مايو 1915 في ألبينا في الولايات المتحدة، وتوفي في 24 فبراير 1975.

## وصلات خارجية
- مارك باربر على موقع مرجع كرة القدم المحترفة.كوم (الإنجليزية)